# براد سبنسر
براد سبنسر (بالإنجليزية: Brad Spencer) هو لاعب كرة قدم بريطاني، ولد في 16 مايو 1996 في لندن في المملكة المتحدة.